# Asia (provincia romana)
L'Asia (anche Asia Proconsolare o Asiana) fu una provincia romana istituita nel 132 a.C. mediante un senatoconsulto, con il quale venivano annessi i territori del regno di Pergamo.

## Statuto
La provincia comprese i territori del regno di Pergamo, a cui si aggiunse la parte della Caria che era rimasta sotto il dominio di Rodi fino al 168 a.C.. Altre regioni furono assegnate ai re alleati: la Licaonia alla Cappadocia, ai figli di Ariarate V, rimasto ucciso durante la rivolta di Aristonico, la Frigia al Ponto fino alla morte del re Mitridate III (121-116 a.C.). Rimase indipendente la confederazione di città (koinon) della Licia (fino al 44 a.C.), Non vennero annesse né la Panfilia né la Pisidia. Il Chersoneso Tracico venne annesso probabilmente alla provincia di Macedonia. Le isole che avevano fatto parte del regno di Pergamo furono annesse alla nuova provincia, mentre le altre rimasero libere.
Nel testamento di Attalo III una clausola salvaguardava le libertà cittadine, ma furono poche le città considerate libere ed esenti da tributi (civitates liberae et immunes) o alleate del popolo romano (civitates foederatae), rispettando la varia situazione già presente nelle monarchie ellenistiche. La situazione venne tuttavia più volte modificata, in relazione alle parti prese dalle diverse città durante le guerre mitridatiche e le guerre civili (tra Mario e Silla, tra Cesare e Pompeo e tra Ottaviano e Marco Antonio). Le città libere conservarono il diritto di coniare monete in argento, mentre quelle tributarie solo monete in bronzo. Il territorio comprendeva, al momento dell'annessione, le terre del patrimonio regio divenute ager publicus populi romani, in alcuni casi date in concessione, vaste proprietà private, i territori assegnati alle singole città e quelli di proprietà di grandi santuari e, nell'interno, quelli delle comunità indigene organizzate in villaggi. Sotto Augusto alcune città ottennero la condizione di colonia romana (Alessandria Troade con il nome di Colonia Augusta, Pario, con il nome di Colonia Iulia Pariana, e Tralles, con il nome di Caesarea Tralles).
La provincia fu governata da un propretore e solo in tempo di guerra vi veniva inviato un console o un proconsole. Con la riforma augustea del 27 a.C. fu classificata tra le province senatorie e veniva governata da un proconsole. Il governatore era assistito da un questore propretore e da tre legati. La capitale, che forse nei primi tempi dopo l'annessione era stata la stessa del regno pergameno, Pergamo, divenne presto Efeso. Era divisa in una serie di distretti giudiziari (conventus), di cui ci fornisce una lista Plinio: Laodicea al Lico, Synnada, Apamea di Frigia, Alabanda, Sardi, Smirne e Pergamo, oltre alla capitale provinciale. I primi tre furono per qualche tempo (fino al 50 a.C.) alla provincia di Cilicia.

## Storia

### Formazione della provincia (133-129 a.C.)

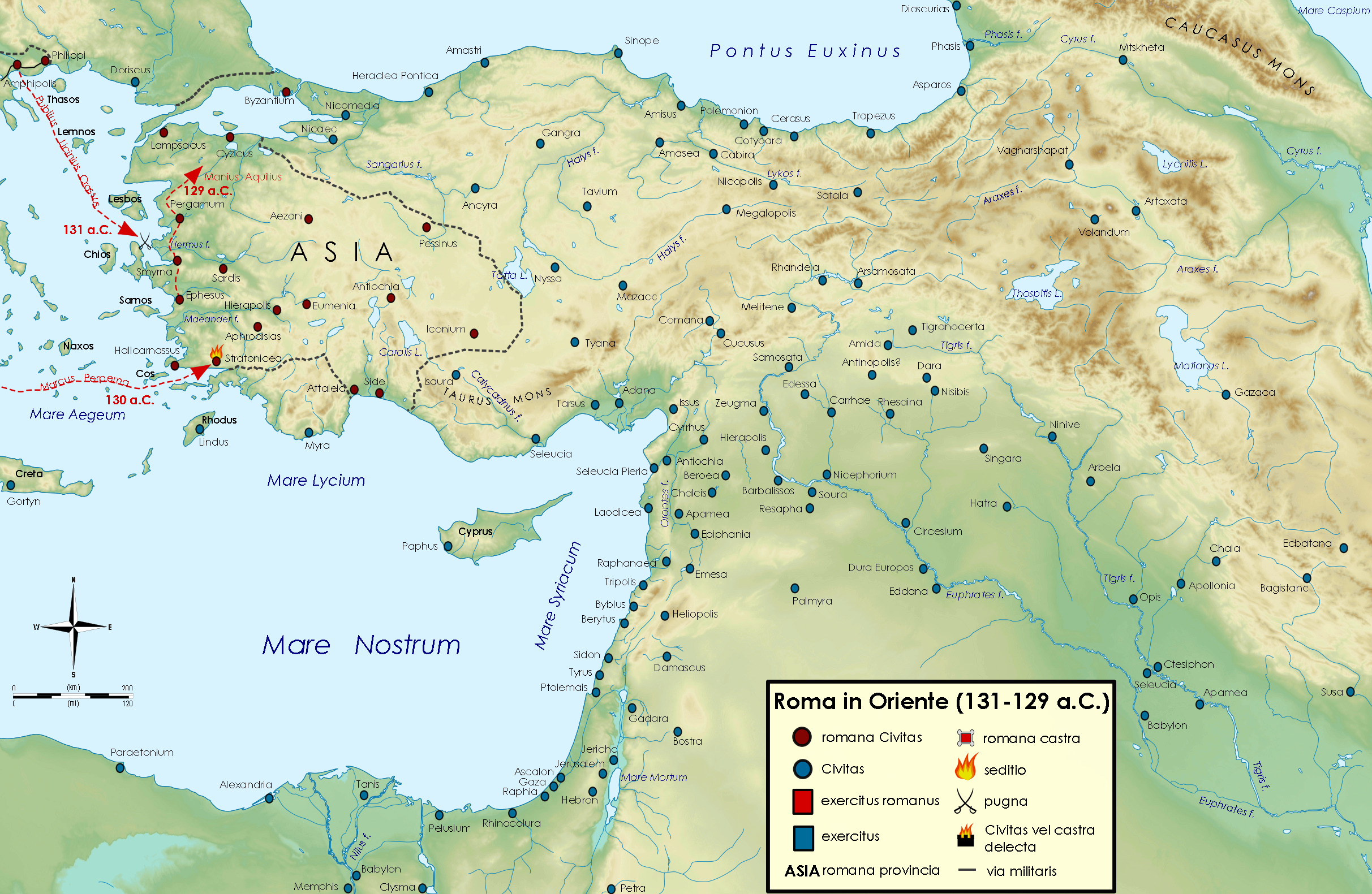
La prima provincia romana d'Asia, lasciata in eredità alla repubblica romana da Attalo III nel 133 a.C., creò non pochi problemi alle armate romane, costrette ad intervenire dal 131 al 129 a.C.

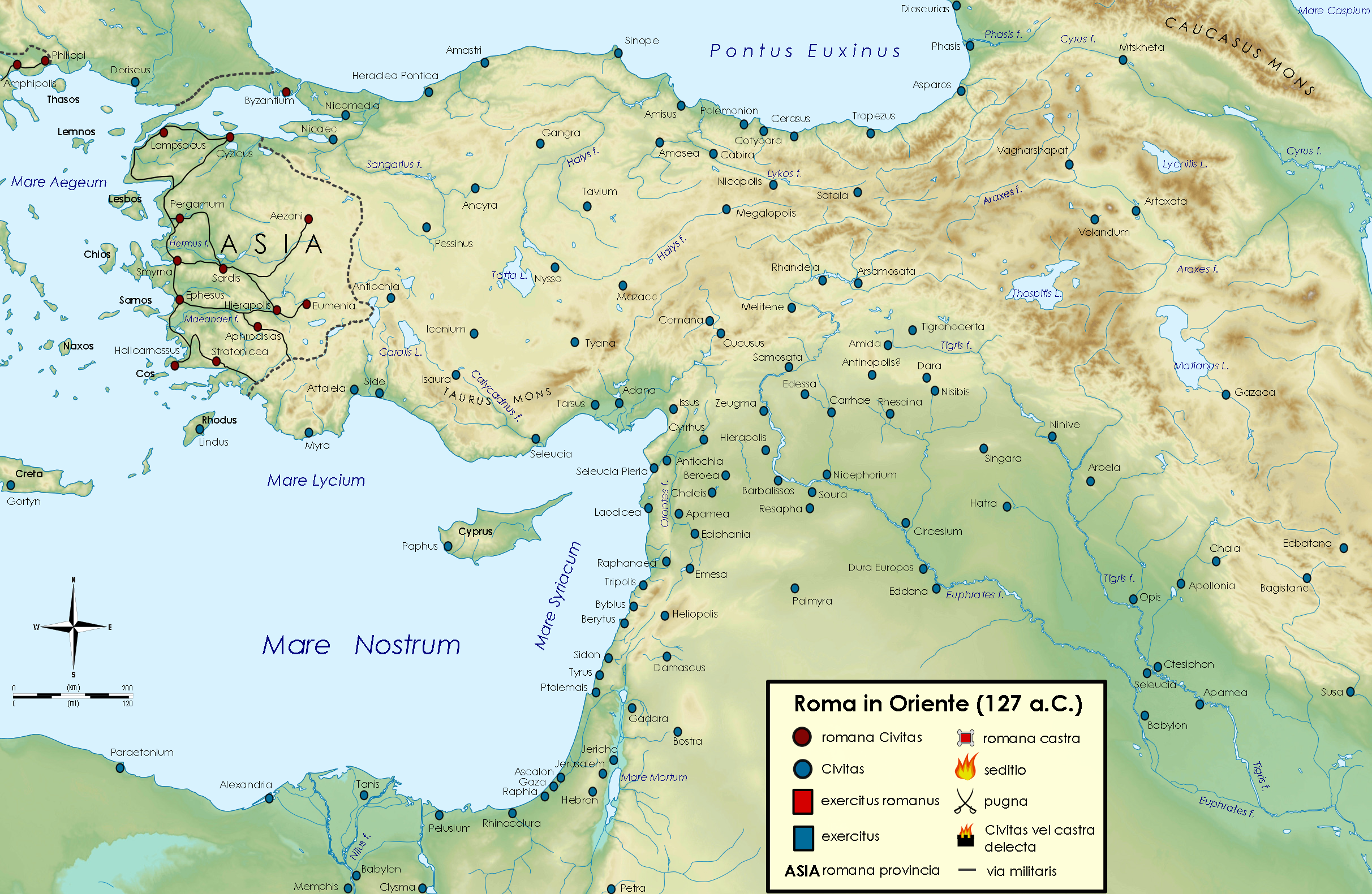
La provincia romana d'Asia nel 127 a.C., al termine del proconsolato di Manio Aquilio, che ne ridusse i territori ad Oriente, iniziando la costruzione di una rete stradale che si irraggiava da Efeso.

Antioco III il Grande era stato costretto a cedere l'Asia quando venne sconfitto nella storica battaglia di Magnesia, nel 190 a.C. Nel trattato di Apamea (188 a.C.) il limite all'espansione del regno seleucide era stato stabilito al fiume Tauro, mentre la restante parte dell'Asia Minore era stata attribuita al regno di Pergamo, alleato dei Romani (tranne alcune città, che furono tributarie dell'altro alleato di Roma, Rodi fino a quando la concessione venne revocata nel 168 a.C.). L'ultimo dei re Attalidi, Attalo III, alla sua morte nel 133 a.C., lasciò in eredità il suo regno a Roma.
Nel testamento Attalo lasciava alla città di Pergamo e ad altre città, la libertà ed i territori circostanti, oltre all'esenzione dei tributi, mentre a Roma lasciava i suoi tesori e le sue proprietà, ma soprattutto gran parte dei territori. Il testamento era condizionato dall'assenso della Repubblica romana. Il senato, che inizialmente si era mostrato abbastanza restio ad accettare questo dono, successivamente, non tanto per l'insieme delle proprietà reali lasciate a Roma (dal tesoro regio alle attività manifatturiere), ma soprattutto a causa di una rivolta interna, fu costretta ad intervenire ed annettere l'area, trasformandola in provincia romana (nel 132 a.C.).
A questo testamento si ribellò un certo Aristonico (o "Eumene III", probabile figlio illegittimo di Eumene II e fratello del re defunto), il quale organizzò una strenua resistenza grazie all'appoggio delle classi servili contro le borghesie cittadine dei proprietari fondiari (ispirandosi alle teorie ugualitaristiche di Blossio da Cuma), e trovando alleanze nella Mysia e Caria. Frattanto a Roma, Tiberio Gracco aveva fatto votare che i tesori lasciati da Attalo III, fossero distribuiti al popolo romano, quale beneficio della sua legge agraria. La guerra contro Numanzia e la rivolta degli schiavi in Sicilia non permisero di intervenire subito nel regno di Pergamo, per sedare la rivolta di Aristonico. Roma effettuò un primo intervento nel regno (nel 131 a.C.), inviando un certo Publio Licinio Crasso, il quale però fu sconfitto ed ucciso non molto distante da Smirne (a Leucae). Poi fu la volta del console romano, Marco Ebuzio Perperna, il quale riuscì invece a far prigioniero Aristonico a Stratonicea, grazie anche all'aiuto dei re clienti Ariarate V di Cappadocia, Nicomede III di Bitinia e Mitridate V del Ponto, per impadronirsi poi di Pergamo e del suo tesoro.
Il senato romano fu costretto ad inviare il console Manio Aquilio (che rimase nella regione fino al 127 a.C.) per sedare una rivolta nell'ex-regno di Attalo III, e trasformare i suoi territori in prima provincia romana dell'area asiatica (126 a.C.). Sbarcato in Caria si diresse in Mysia dove riuscì ad espugnare alcune fortezze ribelli, grazie anche all'aiuto di alcune città greche. La successiva riorganizzazione vide il mantenimento di parte dei territori dell'antico regno (Mysia, Lidia, Frigia e parte della Caria; i territori invece del Chersoneso Tracico e dell'isola di Egina furono invece aggregati alla provincia di Macedonia), lasciando invece la Lycaonia e la Cilicia Trachea al regno di Cappadocia e la Frigia maggiore a Mitridate III del Ponto, oltre alla costruzione di rete stradale che si irraggiava da Efeso (nuova capitale provinciale) in direzione di Pergamo, Sardi, ecc.. In pratica la repubblica romana annetteva tutti i territori occidentali, quelli orientali, montuosi e difficili da controllare, furono concessi al regno del Ponto ed a quello di Cappadocia.

### Età repubblicana
Nel 123 a.C. con la riforma di Gaio Gracco il regime tributario venne modificato: al tributo fisso, ereditato dal regno attalide, venne sostituita la decima, e l'esazione venne data in appalto, in genere per un quinquennio, a società di pubblicani (societates publicanorum), appartenenti alla classe dei cavalieri. La riforma diede luogo ad abusi, a cui fecero seguito numerose controversie.
Nell'89 a.C. Mitridate VI, re del Ponto, venuto a conflitto con Nicomede IV di Bitinia, invase la provincia, appoggiato dalle città dell'interno (mentre gli resistettero alcune città della costa e della Caria) e la conquistò rapidamente, massacrando i residenti italici nell'88 a.C. Mitridate, sconfitto da Silla a Cheronea e a Orcomeno, fu costretto alla pace di Dardano dell'85 a.C. e le città ribelli furono costrette al pagamento delle imposte arretrate e di una pesante indennità. Le condizioni finanziarie dalla provincia rimasero precarie per tutto il periodo repubblicano, e furono ancora aggravate dalle esazioni a cui vennero sottoposte a più riprese durante la seconda e la terza guerra mitridatica e durante le guerre civili.

### Età imperiale
Cassio Dione Cocceiano racconta che nel 12 a.C. la provincia d'Asia venne colpita da un disastro sismico tale che Augusto versò all'aerarium il tributo annuale di questa provincia, direttamente dai suoi fondi privati (fiscus Caesaris), e assegnò questa provincia ad un governatore di sua nomina per due anni, non come avveniva normalmente per sorteggio.
La forma di governo rimase immutata sino alla riorganizzazione dell'Impero romano con la riforma dioclezianea, alla fine del III secolo; il territorio della provincia dell'Asia fu accorpato a quello della Licia e Panfilia per formare la diocesi d'Asia (compresa a sua volta nella Prefettura del pretorio d'Oriente), e poi suddiviso in province più piccole: Asia (da cui fu successivamente scorporato l'Ellesponto, fino a comprendere solo la costa turca dell'Egeo), Lidia, Caria, Frigia (poi suddivisa in Frigia Pacaziana e Frigia Salutare) e Isole.
Dopo il 326, quando l'imperatore Costantino I trasferì la capitale a Bisanzio (che rifondò nuovamente ribattezzandola Costantinopoli), la provincia asiatica era politicamente ed economicamente centrale nell'impero, e rimase un centro di cultura romana ed ellenistica in oriente per secoli. Lo scrittore Eutropio, fu proconsole d'Asia nel 371/2. Il territorio fu parte dell'Impero bizantino sino al XV secolo.

## Geografia politica ed economica
I più importanti centri erano: Laodicea al Lico, Synnada, Apamea di Frigia, Alabanda, Sardi, Smirne e Pergamo, oltre alla capitale provinciale Efeso.

## Religione e culto imperiale
Il culto dinastico riservato al monarca si trasferì in altre manifestazioni di lealismo: dal culto di Roma e del Senato, alle dediche delle città asiatiche a Roma e a Giove Capitolino, e ancora al culto della dea Roma. In età imperiale il culto dell'imperatore divenne una manifestazione ufficiale e ad esso fu connessa l'organizzazione di varie leghe religiose, spesso precedenti all'annessione e facenti capo a importanti santuari, e il koinon d'Asia, una lega delle città della provincia, che divenne una sorta di assemblea provinciale, e aveva ufficialmente come scopo il culto di Roma e Augusto.